# Mara Abbott
Mara Katherine Abbott (nascida em 14 de novembro de 1985) é uma ciclista norte-americana que irá competir no ciclismo nos Jogos Olímpicos de Verão de 2016, representando os Estados Unidos.